# Bogny-lès-Murtin
Pour les articles homonymes, voir Murtin et Bogny.
Bogny-lès-Murtin est une localité de Murtin-et-Bogny et une ancienne commune française, située dans le département des Ardennes en région Grand Est.

## Histoire
La commune fusionne avec la commune de Murtin-et-le-Châtelet en 1828 pour former la commune de Murtin-et-Bogny.

## Administration
| Période                                  | Période | Identité | Étiquette | Qualité |
| ---------------------------------------- | ------- | -------- | --------- | ------- |
| Les données manquantes sont à compléter. |         |          |           |         |
|                                          |         |          |           |         |

## Démographie
| 1793 | 1800 | 1806 | 1821 |
| ---- | ---- | ---- | ---- |
| 123  | 147  | 137  | 122  |

Histogramme

(élaboration graphique par Wikipédia)